# مصطفى أبو مسامح
مصطفى أبو مسامح (مواليد 6 مايو 1991) لاعب كرة قدم أردني من أصل فلسطيني يجيد اللعب في مركز حراسة المرمى مع الشيخ حسين في دوري الدرجة الأولى الأردني.